# Die ehrbaren Fünf
Die ehrbaren Fünf ist eine Komödie des Fernsehens der DDR aus dem Jahr 1989 von Klaus Gendries über eine Bande von Schwarzmarkthändlern, die im Sachsen der Nachkriegszeit von einer jungen Polizistin verfolgt werden.

## Handlung
Eine sächsische Kleinstadt, kurz nach Ende des Zweiten Weltkriegs: Der ehemalige Schornsteinfeger Toni will eigentlich auf dem Schwarzmarkt seine Uniform verkaufen, kann sich dann aber doch nicht davon trennen. Er lernt den Schieber Ginfizz kennen und arbeitet mit ihm zusammen: Ginfizz zweigt bei seiner Arbeit in einer Mühle Mehl ab und Toni verkauft es auf dem Dach eines Mietshauses, geschützt vor den Blicken der Polizei. Bei einer Razzia auf dem Schwarzmarkt wird er aber von der jungen Polizistin Gisela aufgespürt. Sie findet seine Kasse mit 3000 Mark und verfolgt ihn über die Dächer, muss dann aber von ihm vor dem Absturz gerettet werden. Ihr Revierleiter beauftragt sie, sich in Zivil auf dem Markt nach Mehl zu erkundigen, um ihn aufzuspüren. Toni verkauft aber kein Mehl mehr, weil er ein lukrativeres Geschäft hat:
Um einer Enteignung durch die sowjetische Besatzungsmacht zu entgehen, will der Mühlenbesitzer Hartmann seine Maschinen demontieren und abtransportieren lassen. Ginfizz soll ihm dafür LKWs und Fahrer besorgen. Zufällig fuhr Toni im Krieg LKW und kennt eine Stelle in einem Wald bei Plauen, wo in den letzten Kriegstagen fünf Wehrmachts-Laster mit Holzvergaser versteckt wurden. Die beiden rekrutieren drei weitere Fahrer, genannt der Meister, der Lange und Eginhardt. Sie kassieren von Hartmann im Voraus eine Million Mark für die Laster und deponieren das Geld bei der einzigen vertrauenswürdigen Person, einem Pfarrer. Sie vereinbaren, dass sie das Geld nur alle zusammen wieder abholen können.
Gisela verfolgt die Bande auf dem Weg zum Bahnhof und besteigt mit ihnen den Zug, wo sie ein Gespräch mit Toni anfängt. Dies war jedoch mit ihrem Revierleiter, der Angst um seine junge, unerfahrene Kollegin hat, nicht abgesprochen, weswegen sie an der nächsten Station von einem Bahnpolizisten wieder aus dem Zug geholt wird.
Die Bande findet die Laster, repariert sie und macht sich auf den Rückweg. Dabei müssen sie immer wieder legale Transportaufträge annehmen, um nicht aufzufallen: Erst bringen sie eine Gruppe Waisenkinder in ein Heim, dann werden sie bei Holzdiebstahl im Wald vom Förster erwischt und können einer Strafe entgehen, indem sie das Holz zu einer Schweinemästerei liefern. Von dort müssen sie 30 Schweine zum Schlachthof bringen. Ginfizz möchte die Schweine stehlen, Toni überzeugt die anderen aber, dass das keine gute Idee ist, weil sie dann die Laster nicht mehr sicher abliefern können. Immer wieder begegnet ihnen Gisela, die sie weiter verfolgt, dabei aber von ihren Kollegen und Vorgesetzten nicht ernst genommen wird. Sie trifft Toni in einem Nachtlokal und lässt sich von ihm anflirten und zum Tanz auffordern, um an Informationen heranzukommen. Ihr fällt es zunehmend schwer, professionell zu bleiben und seinem Charme zu widerstehen. Als er durch Frachtpapiere nachweisen kann, dass die Schweine ordentlich abgeliefert wurden, glaubt sie selbst, dass sie auf der falschen Spur war und es mit legalen Fuhrunternehmern zu tun hat.
Als Gisela wieder in ihr Revier zurückkehrt, ist die Mühle bereits leergeräumt und das Mehllager geplündert, weshalb der Stadt eine Nahrungsmittelknappheit droht. Beim vereinbarten Termin zur Geldabholung beim Pfarrer tauchen nur Ginfizz und Toni auf – der Meister, der Lange und Eginhardt wurden festgenommen, obwohl sie an dem Mehldiebstahl nicht beteiligt waren. Toni will Gisela überzeugen, dass die drei unschuldig sind, und verrät ihr, wo Ginfizz mit anderen Handlangern das Mehl verlädt, um es nach Berlin zu bringen. Dort wird Ginfizz festgenommen, woraufhin die anderen drei freigelassen werden und zur Kirche gehen, um ihr Geld abzuholen. Dem Pfarrer täuschen sie Ginfizz’ Tod vor, um zu erklären, warum sie nicht vollzählig sind. Dummerweise taucht da Gisela mit Ginfizz in der Kirche auf, der alles zugegeben hat. Um einer Festnahme zu entgehen, übergibt Toni „freiwillig“ das Geld an Gisela.
Die Polizei gibt der Bande noch eine Chance: Ginfizz kommt in Untersuchungshaft, die anderen bleiben bis zur Gerichtsverhandlung frei, wenn sie daran mitarbeiten, die (nun volkseigene) Mühle wieder in Gang zu bringen. Dort kommt sogar der Bürgermeister vorbei und übergibt ein Dankesschreiben der Stadt für ihren Einsatz bei der Wiederbeschaffung des Mehls. Und am Schluss scheint Gisela endgültig Tonis Charme verfallen zu sein – jedenfalls endet der Film mit den beiden allein auf der Tanzfläche des Nachtlokals.

## Produktion und Veröffentlichung
Die ehrbaren Fünf wurde unter dem Arbeitstitel Glücksbringer im DEFA-Studio für Spielfilme in Potsdam-Babelsberg auf ORWO-Color gedreht und am 26. März 1989 zum ersten Mal im 1. Programm des Fernsehens der DDR ausgestrahlt. Die Dramaturgie des Films lag in den Händen von Rosemarie Wintgen, das Szenarium wurde von Günter Rieskau erarbeitet. 2012 erschien der Film bei Icestorm Entertainment auf DVD.

## Rezeption
„Biederes Lustspiel der Harmlosigkeiten“